# Rijn-Hessen (provincie)

Hessen in 1900. Rijn-Hessen in het zuidwesten op de linkeroever van de Rijn.

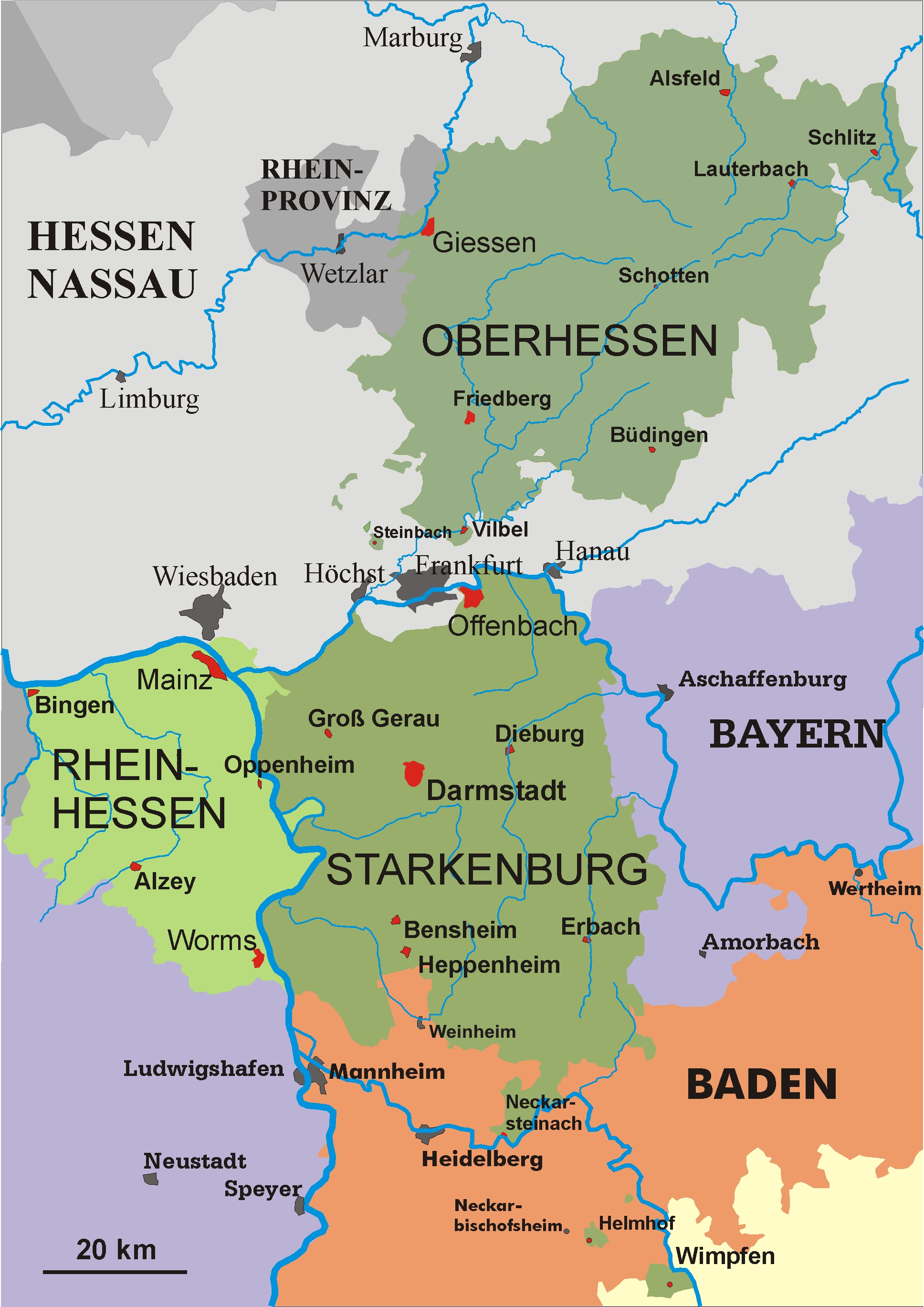
De drie provincies van de Volksstaat Hessen in 1930

De provincie Rijn-Hessen (Duits: Provinz Rheinhessen) was een van de drie provincies van het Groothertogdom Hessen en de latere Volksstaat Hessen. De provincie omvatte hoofdzakelijk het gebied ten westen van de Rijn. De provincie bestond van 1816 tot 1937. De hoofdstad en grootste stad was Mainz.

## Gebied
Het volledige gebied van het groothertogdom ten westen (linkerkant) van de Rijn behoorde tot de provincie. Aan de rechterkant van de Rijn behoorden de voormalige stadsdelen van Mainz ook tot de provincie, al behoorden drie gemeentes tot de provincie Starkenburg totdat ze in 1930 opgingen in de grootstad Mainz. Het eiland Kühkopf, dat na de rechttrekking van de Rijn in 1828/1829 aan de rechterkant van de Rijn was komen te liggen, bleef tot de Rijn-Hessen behoren. 
In het oosten grensde de provincie aan de andere Hessische provincie Starkenburg, in het zuiden aan het aan Beieren behorende Palts, in het oosten aan de Pruisische Rijnprovincie en in het noorden aan de Pruisische provincie Hessen-Nassau.

## Geschiedenis
De gebieden aan de linkerkant van de Rijn van de latere provincie Rijn-Hessen behoorden van 1798 tot 1814 tot het Franse departement Mont-Tonnerre. Na de verovering van het gebied door de geallieerden stond het gebied van 1814 tot 1816 onder gezag van Oostenrijk en Beieren. 
In 1937 werden de provincies in de Volksstaat opgeheven. 
Opper-Hessen · 
Rijn-Hessen ·
Starkenburg